# S/S Visby
Den här sidan handlar om passagerarfartyget byggt 1924, för passagerarfartyget byggt 1866, se S/S Wisby.
S/S Visby var ett passagerarfartyg byggt vid Oskarshamns Mekaniska Verkstad. Fartyget beställdes av rederiet Ångfartygs AB Gotland och levererades i slutet av maj 1924. och gjorde först lustturer mellan Stockholm och Visby innan hon sommaren 1924 sattes in på rutten Stockholm-Södertälje-Visby. 1946 byttes ångmaskinen ut mot en oljemotor. S/S Visby var en av Gotlandstrafikens riktiga trotjänare och seglade mellan Visby och fastlandet i 39 år innan hon såldes till Skagenlinjen Rederi AB år 1963 och bytte då namn till Skagen II. Där gick fartyget i trafik mellan Sverige och Danmark. Fartyget råkade 28 februari 1964 ut för en brand i Fredrikshamn varvid tre personer omkom. Efter reparation sattes hon in på rutten Bergkvara-Allinge (Bornholm). Fartyget såldes därefter till Rederibolaget Sarabande, Olsson & co. KB och sattes 1965 åter i trafik på linjen Lysekil-Skagen. Visby återfördes 1966 Stena AB S/S Visby höggs upp i Ystad år 1968.